# 小川清 (通信技術者)
小川 清（おがわ きよし、1954年 - ）は、日本の技術者。

## 来歴・人物
1954年岐阜県生まれ。
1973年愛知県立旭丘高校普通科卒業。1981年法政大学経済学部を卒業。名古屋工業大学電気工学科編入・1986年卒業。静岡大学理工学研究科博士課程後期設計工学専攻に入学、修了、工学博士学位を取得
1976年名古屋市水道局採用。 1986年名古屋市工業研究所転任。 2020年株式会社アテック入社。
国際規格、日本産業規格の制定に、情報処理学会情報規格調査会SC7幹事/WG10主査・幹事, 日本規格協会委員、JISA技術委員会標準化委員,などとして貢献した。情報処理学会情報規格調査会SC7WG10幹事は、IBMを退職した新谷勝利から引き継いだ。SC7WG10主査は、創価大学教授藤野喜一から引き継いだ。ISO/IEC 15504 Part2 Editor,ISO/IEC 15504 Part1 Edotorは、伏見諭と同時期に担当した。IPA SEC 連携委員としてプロセス改善ナビゲーションガイドの出版に尽力した。 JAXA/IPA クリティカルソフトウェアワークショッププログラム委員長を第８回から第１５回まで務めた 。1980年代には名古屋工業大学通信シミュレータ移植、1990年代にはVZ_EditorのN5200への移植、などを行っている。
新谷勝利がAFS(American Field Service)事務局長として愛知県立旭丘高等学校の2年生がアメリカで射殺された日本人留学生射殺事件に基づいて作成された「YOSHI基金」の活動を支えたことを知り、旭丘ポータル－鯱光ネット－にYoshiの会のリンクを貼った。
2009年10月 環境技術局長賞 標準化貢献 経済産業省 
2007年10月 標準化貢献賞 日本規格協会 
2004年7月 標準化貢献賞 情報処理学会

## 著作
- 自主研究実践ハンドブック―地方自治体活性化のために , 小川清（共著）総合労働研究所 1984年, ISBN 978-4794102751
- エントロピー読本 (2), 小川清（共著）, 日本評論社, 1985, ISBN 978-4535411074
- データベース検索技術者認定試験　傾向と対策　1級・2級, 小川清,　安藤彰敏, 日外アソシエーツ・紀伊国屋書店, 1993, ISBN 978-4816912009
- Microsoft Exchange活用ガイド―アドバンストリファレンス, 小川清, 技術評論社, 1996, ISBN 978-4774102894
- 共通フレーム98―SLCP‐JCF98〈1998年版〉ソフトウェアを中心としたシステム開発および取引のための共通フレーム国際規格適合, 小川清（共著）, 通算資料調査会, 1998, ISBN 978-4885282584
- 技術 ソフトウェア・プロセス・アセスメント(SPA)の概観 JISA : Bulletin (60) 2000.12 p.3～8, 伏見諭, 小川 清
- 座談会 我が国におけるCMMの導入について (特集 'Capability Maturity Model'(能力成熟度モデル)って何?), 伏見諭, 小川 清, 田原 幸朗, 久野 茂, 堀田勝美, 機械振興 33(10) (通号 389) 2000.10 p.6～27[10]
- 新 科学の本っておもしろい, 小川清（共著）連合出版, 2003, ISBN 4897721873
- 組込み開発者におくるMISRA‐C―組込みプログラミングの高信頼化ガイド, 小川清（共著）日本規格協会, 2004, ISBN 978-4542503342
- 組込みソフトウェアレポート 2006, 小川清（共著）翔泳社, 2006, ISBN 978-4798110073
- 組込み開発者におくるMISRA‐C:2004―C言語利用の高信頼化ガイド, 小川清（共著）日本規格協会, 2006, ISBN 978-4542503465
- 組込みシステム開発事例集, 小川清（共著）, 工業調査会, 2006, ISBN 978-4769351313
- 計画者の一日、文学フリマガイドブック2016年春（通算第9号）,小川清（共著）,文学フリマガイドブック編集委員会, 2016

## 研究
- 通信プロトコルにおけるQOSに関する研究 小川清、斉藤直希 平成15年度研究報告
- 組み込みシステムのソフトウェア技術に関する研究 小川清、斉藤直希 平成15年度研究報告
- プロセスアセスメントのシステムモデルに関する研究 小川清、加藤輝政  平成15年度研究報告
- 組み込みシステムのソフトウェア技術に関する研究 小川清 平成15年度研究報告[8]
- プロセスアセスメントのシステムモデルに関する研究 小川清　平成16年度研究報告
- 自動車向け通信プロトコルに関する研究 小川清、斉藤直希
- 組込みシステム向け言語処理系に関する研究 斉藤直希、小川清[9]
- 組み込みOSの試験と検証 中部エレクトロニクス振興会、○小川清、斉藤直希、渡部謹二、小島雅彦、真鍋孝顯平成17年度研究報告[10]　[11]
- 組み込み中核人材プロジェクトにおける大学等での取り組み (組込みシステム(EMB) Vol.2009-EMB-14) 小川 清, 斉藤 直希, 渡部 謹二, 鵜飼裕之, 速水悟, p.1-4　[12]
- 組込みソフトウェアの生産性の向上に関する研究 ○斉藤直希、梶田 欣、小川 清　業務年報 平成29年
- 確率論及び統計論 輪講 29. 5.19 29. 6. 9 29. 7.14 29. 8. 4 29. 9. 8 29.10.13 29.11.10 29.12. 8 30. 1.12 30. 2. 9 30. 3. 9 (223人）小川清
- IoT始める前に (第1回)29.10.26 (8人)29.12.26 (10人)30. 2.22 (10人)30. 3.22 (10人）・TOPPERS/SSP、TOPPERS/ASPの紹介・IoTの可能性と危険性の均衡 小川清、 斉藤直希
- Raspberry PIの安全と安心対策 小川清 斉藤直希　安全工学シンポジウム 日本学術会議、(公社)日本技術士会 29.7.5 東京
- TRIZ-HAZOP 連携による交 通安全分析 小 川   清 他1人　安全工学シンポジウム 日本学術会議、(公社)日本技術士会 29. 7. 5 東京
- Deep Learning 導入のた めの読書会「ゼロから作 るDeep Learning」 小川清 斉藤直希 松原 和音　組み込みサマーワークショップ 情報処理学会組み込みシステム研究会 29. 8.24 岐阜
- TOPPERS 活用アイデア・ アプリケーション開発コンテスト 小川清　組み込みサマーワークショップ 情報処理学会組み込みシステム 研究会 29. 8.24 岐 阜
- HAZOP 3.0 Safety and　Security 小 川   清 組み込みサマーワークショップ 情報処理学会組み込みシステム 29. 8.25 岐阜
- 安全・安心分析手法の HAZOPによる統合的運用 小川清 他1人 平成29年度電気・電子・情報関 係学会 東海支部連合大会 (一社)情報処理学会、電気電子 通信学会、(一社)電気学会等　29.9.7 愛知
- IoTの安全・安心設計・運 用方針 小川清 斉藤直希 平成29年度電気・電子・情報関 係学会 東海支部連合大会 (一社)情報処理学会、電気電子 通信学会、(一社)電気学会等 29.9.7 愛知
- 公設試験研究機関における深層学習に関する社会人向け研修 斉藤直希, 小川清, 松原和音　平成29年度電気・電子・情報関 係学会 東海支部連合大会 (一社)電気学会 東海支部 他 29.9.7
- IoT/深層学習利用におけ るSTAMPとHAZOPについて の研究 小川清 他3人　第2回 STAMPワークショップ (独)情報処理推進機構 29.11.29 東京
- 分析手法の組合わせの ヒント(STAMP編) 小川清 日本SPICEネットワーク 定例会 日本SPICEネットワーク 29.11.10 大阪
- IoT OSの候補としての TOPPERSプロジェクト 成果 小川清　OSC 大阪 2018 オープンソースカンファレンス 実行委員会 30. 1.27 大阪

## 論文・雑誌記事
- 技術 ソフトウェア・プロセス・アセスメント(SPA)の概観 JISA : Bulletin (60) 2000.12 p.3～8, 伏見 諭, 小川 清, [13]
- 座談会 我が国におけるCMMの導入について (特集 'Capability Maturity Model'(能力成熟度モデル)って何?), 伏見諭, 小川清, 田原 幸朗, 久野 茂, 堀田勝美, 機械振興 33(10) (通号 389) 2000.10 p.6～27[14]
- 想定外を減らす11 個の「魔法の言葉」, 小川清, 月刊　技術士　ISSN 03891488, 2017年2月号, pp16-19,

## 講演
- ソフトウェア開発におけるHAZOP入門 JASST Shikoku 2019 小川 清（名古屋市工業研究所）柏原 一雄（デンソークリエイト）JaSST'19 Shikoku [15]

## 編集
- ISO/IEC 15504 part 2 Process Assessment, ISO, 2004[16]
- ISO/IEC 15504 TS part 9 Process Assessment, ISO, 2011[17]
- ISO/IEC 15504 part 6 Process Assessment, ISO, 2013[18]
- プロセス改善ナビゲーションガイド、ベストプラクティス編、新谷勝利, 小川清, 片平 真史, 伏見諭ら[注 2]

## 翻訳
- JIS X 0145-1:2008(ISO/IEC 15504-1：2004) 情報技術−プロセスアセスメント−第 1 部：概念及び用語 https://kikakurui.com/x0/X0145-1-2008-01.html
- JIS X0145-2：2008(ISO/IEC 15504-2：2003)情報技術−プロセスアセスメント−第 2 部：アセスメントの実施 https://kikakurui.com/x0/X0145-2-2008-01.html
- JIS X 0145-3:2011(ISO/IEC 15504-3：2004) 情報技術―プロセスアセスメント―第３部：アセスメント実施の手引 https://kikakurui.com/x0/X0145-3-2011-01.html